# PeR
PeR este o trupă din Letonia înființată în 2007 ce avea 4 membri: Ralfs Eilands, Emīls Vegners, și Pēteris Upelnieks. PeR este un acronim numele întreg al formației fiind: "Please Explain the Rhythm"

## Activitate

### Pașii de început(2007-2008)
Formația a fost formata în 2007 si avea patru membri: Ralfs Eilands, Emīls Vegners, și Pēteris Upelnieks. Prima apariție a formației a avut loc în 21 iulie 2007 la un festival lituanian de muzică.După festival trupa a călătorit la Moscova în Rusia, pentru a completa alături de alți artiști un show de talente.Trupa se întoarce în Letonia unde primesc o invitație la un festival  Bildes 2007.Acesta va fi ultimul festival la care participă toată trupa.
În 2008, Emīls Vegners părăsește trupa fiind înlocuit de Edmunds Rasmanis. Trupa a început să fie cunoscută după ce au participat la Lituanienii au talent,au ajuns în finală însă nu au reușit să câștige, clasându-se pe locul 2. După această emisiune au participat la mai multe festivaluri de muzică.

### Eurovision (2009-2010-2011-2012)
în 2009 trupa, alături de Sabīne Berezine au intrat în selecția națională din Letonia cu melodia Bye, Bye.S-au calificat în finală însă au obținut doar locul 6.
în 2010 au revenit în selecție cu o nuoă melodie Like a Mouse, de data aceasta au ocupat ultimul loc în finala națională.
în 2012 trupa a fost părăsită de Pēteris Upelnieks, astfel trupa rămâne compusă doar din Ralfs Eilands și din Edmunds Rasmanis. În selecția națională au înscris melodia Disco Superfly care s-a clasat pe locul 5 în finală.

### Eurovision 2013
în 2013 trupa PeR a înscris două piese pentru selecția națională. Sad Trumpet a intrat în semifinala 1, iar Here We Go în semifinala doi.Ambele piese s-au calificat în finală.
În super-finală s-a calificat melodia Here We Go,care a și câștigat.
Trupa PeR va reprezenta Letonia la Concursul Muzical Eurovision 2013.

## Discografie

### Single-uri
2009 – "Bye, Bye" 

2009 – "Bums"

2010 – "Like a Mouse"

2010 – "Līdzsvarā"

2011 – "Go Get Up"

2011 – "Mazajām Sirsniņām"

2012 – "Disco Superfly"

2013 – "Sad Trumpet"

2013 – "Here We Go"